# Jovino González Comesaña
Jovino González Comesaña (Vigo, 16 de octubre de 1975) es un deportista español que compitió en piragüismo en la modalidad de aguas tranquilas. Ganó dos medallas de bronce en el Campeonato Europeo de Piragüismo, en los años 2002 y 2004.
Participó en dos Juegos Olímpicos de Verano en los años 1996 y 2000, su mejor actuación fue un quinto puesto logrado en Atlanta 1996 en la prueba de K4 1000 m.

## Palmarés internacional
| Campeonato Europeo | Campeonato Europeo | Campeonato Europeo | Campeonato Europeo |
| Año                | Lugar              | Medalla            | Competición        |
| ------------------ | ------------------ | ------------------ | ------------------ |
| 2002               | Szeged (Hungría)   | Medalla de bronce  | K1 500 m           |
| 2004               | Poznań (Polonia)   | Medalla de bronce  | K1 1000 m          |